# Gebirgsbachspitzmaus
Die Gebirgsbachspitzmaus (Nectogale elegans) ist eine an das Wasserleben angepasste Art der Spitzmäuse aus Asien. Sie gehört zur Gattung Nectogale.

## Merkmale

### Allgemeine Merkmale
Diese Spitzmäuse erreichen eine Kopf-Rumpf-Länge von 9 bis 11,5 Zentimetern, eine Schwanzlänge von etwa 10 Zentimetern und ein Gewicht von 25 bis 45 Gramm. Das weiche, wasserabweisende Fell dieser Spitzmaus ist an der Oberseite dunkelgrau gefärbt und mit einzelnen weißen Haaren durchsetzt, die scharf abgesetzten Körperseiten und die Unterseite sind hell- bis weißgrau. Die Pfoten sind wie bei den Wasserspitzmäusen mit einem borstenartigen Haarsaum versehen und weisen zusätzlich kleine Schwimmhäute auf. Scheibenartige Ballen an den Fußsohlen dienen vermutlich dem besseren Halt beim Überqueren nasser Steine oder dem Festhalten der Beute. Der Körper ist stromlinienförmig, die Ohren sind klein und völlig im Fell verborgen. Der Schwanz besitzt seitlich Kämme aus festen Haaren, die den Querschnitt des Schwanzes von basal quadratisch über dreieckig zu flach am Ende verändern und ihn so zu einem Ruderwerkzeug machen.
In der Größe entspricht die Art etwa der Himalaya-Wasserspitzmaus (Chimarrogale himalayica), aufgrund der Schwimmhäute an den Füßen und dem Schwanz ist sie jedoch eindeutig erkennbar.

### Merkmale des Schädels und Skeletts
Der Schädel hat eine maximale Breite im Bereich der Jochbögen von etwa 15 bis 16 Millimetern. Er ist flach gebaut, der Hirnschädel ist breit und flach und wird nach hinten schmaler.
| 1 | · | 3 | · | 1 | · | 3 | = 38 |
| 1 | · | 1 | · | 1 | · | 3 | = 38 |

Die Art besitzt im Oberkiefer pro Hälfte einen Schneidezahn (Incisivus) und danach drei vergleichsweise lang ausgebildete einspitzige Zähne, einen Vorbackenzahn (Praemolar) und drei Backenzähne (Molares). Im Unterkiefer besitzt sie dagegen einen einzelnen Eckzahn (Caninus) hinter dem Schneidezahn. Insgesamt verfügen die Tiere damit über ein Gebiss aus 28 Zähnen. Unter den einspitzigen Zähnen sind die ersten beiden etwa gleich lang, der dritte ist deutlich kürzer. Die Zahnwurzeln sind wie bei den meisten Rotzahnspitzmäusen rot gefärbt.

### Genom
Die Genom der mitochondrialen DNA der Gebirgsbachspitzmaus wurde vollständig sequenziert und 2013 publiziert.

## Verbreitungsgebiet

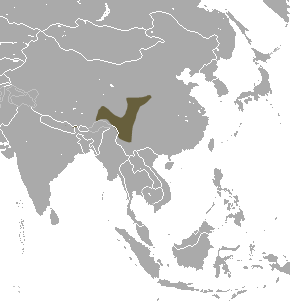
Verbreitungsgebiet der Gebirgsbachspitzmaus

Das Verbreitungsgebiet der Gebirgsbachspitzmäuse liegt im nördlichen Südasien und umfasst die chinesischen Provinzen (Shaanxi, Gansu, Qinghai, Sichuan, Yunnan und Xizang) ebenso wie den östlichsten Teil von Tibet und eventuell das nördliche Myanmar. In den westlich anschließenden Teilen von Tibet und zudem in Nepal, im indischen Bundesstaat Sikkim und in  Bhutan ist die Schwesterart Nectogale sikhimensis verbreitet. Die Gebirgsbachspitzmaus lebt entlang von Flüssen in Gebirgsregionen in Höhen von 900 bis 2270 Metern.

## Lebensweise
Die Gebirgsbachspitzmaus ist im Vergleich zu allen anderen Arten der Spitzmäuse am besten an das Leben im Wasser angepasst und ist die einzige ständig wasserlebende Art. Sie lebt in schnell fließenden Gebirgsbächen und kann ausgezeichnet schwimmen und tauchen; zur Ruhe ziehen sich diese Spitzmäuse in Baue am Flussufer zurück. 
Die Nahrung besteht aus aquatischen Insekten und kleinen Fischen, die vor allem tagsüber gejagt und erbeutet werden. Sie schwimmt bei der Jagd beispielsweise entgegen der Strömung und untersucht Steine und Äste nach Beutetieren, danach lässt sie sich in ruhigeres und tieferes Wasser treiben und taucht dort nach Nahrung.

## Systematik
Die Gebirgsbachspitzmaus wird als eigenständige Art innerhalb der Gattung Nectogale eingeordnet. Die wissenschaftliche Erstbeschreibung stammt von Henri Milne Edwards aus dem Jahr 1870, der die Art aus Baoxing in der Provinz Sichuan, Volksrepublik China, beschrieb. Als Schwesterart gilt Nectogale sikhimensis in Tibet. Beide wurden lange Zeit als identisch zueinander aufgefasst, doch erbrachten genetische und morphologische Analysen aus dem Jahr 2022 bedeutende Unterschiede. Die Trennung der beiden Arten voneinander erfolgte bereits im Altpleistozän vor rund 2,15 Millionen Jahren. Gemeinsam mit einigen nahe verwandten Gattungen bildet Nectogale die Tribus Nectogalini.
Innerhalb der Art werden neben der Nominatform Nectogale elegans elegans keine weiteren Unterarten unterschieden.

## Bedrohung und Schutz
Die Gebirgsbachspitzmaus wird aktuell von der International Union for Conservation of Nature and Natural Resources (IUCN) aufgrund des großen Verbreitungsgebietes und der angenommenen großen Populationen als nicht gefährdet („least concern“) eingeordnet. Konkrete Bestandszahlen und Gefährdungen für die Art sind nicht bekannt; eine potenzielle Gefährdung könnte durch die Rodung von Wäldern für die Holzentnahme und die Umwandlung in landwirtschaftliche Flächen bestehen.

## Belege
1. 1 2 3 4 5 6 7  Robert S. Hoffmann, Darrin Lunde: Genus Nectogale. In: Andrew T. Smith, Yan Xie: A Guide to the Mammals of China. Princeton University Press, Princeton NJ 2008, ISBN 978-0-691-09984-2, S. 311 f.
2. ↑  Ting Huang, Chaochao Yan, Zheng Tan, Feiyun Tu, Bisong Yue, Xiuyue Zhang: Complete mitochondrial genome sequence of Nectogale elegans. In: Mitochondrial DNA. Juni 2013, ISSN 1940-1736, doi:10.3109/19401736.2013.800490, PMID 23795853.
3. 1 2 3 4  Nectogale elegans in der Roten Liste gefährdeter Arten der IUCN 2013.1. Eingestellt von: S. Molur, 2008. Abgerufen am 13. Oktober 2013.
4. 1 2  Ronghui Fan, Keyi Tang, Liang Dou, Changkun Fu, Abu ul Hassan Faiz, Xuming Wang, Yufan Wang, Shunde Chen, Shaoying Liu: Molecular phylogeny and taxonomy of the genus Nectogale (Mammalia: Eulipotyphla: Soricidae). In: Ecology and Evolution. 12, 2022, S. e9404, doi:10.1002/ece3.9404.
5. 1 2 3  Nectogale elegans. In: Don E. Wilson, DeeAnn M. Reeder (Hrsg.): Mammal Species of the World. A taxonomic and geographic Reference. 2 Bände. 3. Auflage. Johns Hopkins University Press, Baltimore MD 2005, ISBN 0-8018-8221-4.
6. ↑  Nectogale. In: Don E. Wilson, DeeAnn M. Reeder (Hrsg.): Mammal Species of the World. A taxonomic and geographic Reference. 2 Bände. 3. Auflage. Johns Hopkins University Press, Baltimore MD 2005, ISBN 0-8018-8221-4.